# Сокс

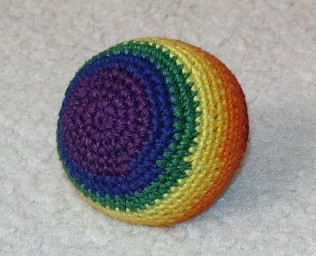
Сокс

«Сокс» — одна из разновидностей игры футбэг, очень распространённая среди молодёжи. Вид спорта, в котором игроки демонстрируют свои способности, выполняя последовательности акробатических трюков. Конечное положение мешка в одной взятке становится начальным положением мешка в следующем взятке. Трюки создаются путем комбинирования различных компонентов между контактами (столбами или пинками, обычно столпами). Компонентами могут быть вращения, ловкость (обхват ногой мешка в воздухе) или утки (пропускание мешка на несколько дюймов выше шеи). Контакты обычно находятся на внутренней стороне стопы за противоположной опорной ногой (стойка для стрижки) или на носке, однако остается много изобретательских возможностей, которые используются для создания почти бесконечного списка трюков.

## История сокса

### Происхождение термина
Сокс это слово, которым на территории России и других русскоговорящих стран по незнанию была названа игра на основе нескольких футбэг дисциплин.
Во всём мире данная игра называется: «Footbag kick circle» или «Hacky Sack» (устаревшее название фирмы производителя футбэгов). Также данным словом были названы вязаные гватемальские футбэги, которыми в большинстве случаев и играют в кругу.
Точное происхождение данного термина неизвестно. Наиболее вероятно, что он произошёл от изменённого на русский манер «сэк» из названия Hacky Sack.
Так же одним из вариантов происхождения сокса является старинная игра «ЗОСЬКА». Ещё одно название "ЛЯНГА". Лянгу также делали из кусочка шкуры и свинца. Правила аналогичные. 
Наши предки играли в эту увлекательную игру, правда её правила и сам сокс существенно отличались от тех, которые существуют на сегодняшний день.
Сокс тогда был выполнен из кожи или шкуры, например медвежьей и наполняли его тяжёлым наполнителем в виде свинцовой дроби. По своей структуре они напоминали современные футбэги. Также, истории известны случаи, когда брали небольшой кусок свинца с гладкими краями и поверх него обтягивали поролоном или чем-нибудь похожим, чтоб ноге не было больно при ударе и «мячик» мог немного пружинить. В настоящее время его делают из хлопковых нитей, связанных в форме мяча, и наполняют гречневой крупой или мелкими пластиковыми цилиндриками, благодаря чему сокс стал легче и мягче, что позволило создать сокс фристайл.
Правила игры были чрезвычайно простыми. В то время соревновались только в том, кто больше набьёт сокс ногами. После того, как участник игры ронял сокс, подводили итоги, сколько раз он его набил, после чего, передавался следующему участнику и т.д. пока не выявлялся победитель.
Потом о "зоське" забыли и долгое время не вспоминали. Спустя какое-то время, игра вернулась, правда, уже не в том виде, как раньше. Соксы стали делать из носков, и набивать рисом, горохом и т.д. что было под руками. Раньше это были кожа и свинец, а сейчас носки и крупа.
Дальше соксы уже стали совершенствоваться, их научились вязать и набивать более надёжными, прочными, обладающими лучшей структурой компонентами. Сами соксы изменились, а вот название уже укрепилось, как носок, правда, оно не совсем звучало, и его переделали на зарубежный лад: «Socks», впоследствии его стали называть уже с нашей транскрипцией, как «СОКС».

### 1990-е
Примерно в начале 1990-х годов футбэг проник в Россию — сначала в видоизменённом варианте под названием «сокс», а затем стал распространяться уже как футбэг в том виде, в каком он существует во всём остальном мире. Хотя даже сейчас о футбэге в нашей стране знают немногие, а развитие этого вида спорта поддерживается лишь небольшим количеством энтузиастов, также возможна версия происхождения названия «сокс» от английского Socks, что означает «носок». До сих пор среди молодёжи является популярным изготовления сокса из носовой части носка с прошитым швом, где наполнителем является рис,мука или различная крупа.

## Сокс фристайл

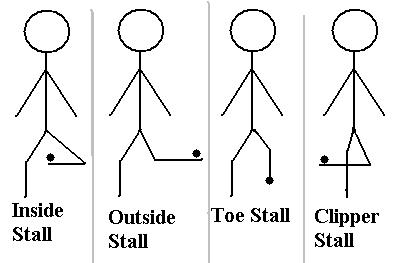
варианты удержания футбэга на ноге

(Footbag Freestyle) — дисциплина, где игроки демонстрируют своё мастерство, выполняя различные трюки с футбэгом. Трюки состоят из вращений ногами вокруг мяча, задержек на поверхностях ног и ударов. Непрерывно соединяясь один за другим, трюки составляют связки, которые не оставят равнодушными сторонних наблюдателей. Фристайл — очень зрелищный спорт, где игрок может бесконечно оттачивать свои невероятные способности.
Во фристайле уже существует огромное количество трюков, и игроки не перестают придумывать новые и новые концепции. В основном для игры используются поверхности ног: «Toe»-носок, «In Side»-внутренняя поверхность обуви.
Наиболее распространённая «игра в футбэг» среди новичков — это простое «набивание» мяча в кругу.
Основная соревновательная дисциплина в футбэг фристайл — Рутина. Это двухминутное выступление под музыку, где от игрока требуется умение не только делать связки, но и гармонично сочетать их с выбранной музыкой, комбинируя трюки и артистичные элементы.
Как таковых правил у данной игры нет. Обычно люди встают в круг от 2-х и более человек и начинают набивать футбэг перебрасывая его друг другу в хаотичном порядке. Данная игра не является видом спорта и рассматривается только как лёгкое времяпрепровождение в отличие от футбэг фристайла или нет-гейма.